# سرجو بیانکتو
سرجو بیانکتو (ایتالیایی: Sergio Bianchetto؛ زادهٔ ۱۶ فوریهٔ ۱۹۳۹) دوچرخه‌سوار اهل ایتالیا است.
وی در مسابقات کشوری و بین‌المللی در مجموع برندهٔ ۴ مدال طلا، ۲ مدال نقره، ۱ مدال برنز شده‌است.